# Eli Urbanová
Eli Urbanová, właśc. Eliška Urbanová (ur. 8 lutego 1922 w Čáslaviu, zm. 20 stycznia 2012 w Pradze) – czeska esperantystka, poetka tworząca w esperanto.

## Twórczość
Za źródłem:
- 1940: Zrcadlo (po czesku)
- 1960: Nur Tri Kolorojn!
- 1981: El Subaj Fontoj
- 1986: Verso kaj Larmo
- 1995: Hetajro Dancas (powieść autobiograficzna)
- 1995: Vino, Viroj kaj Kanto
- 1996: Peza Vino – dwujęzyczny tomik w esperanto i po czesku (tłum. na czeski: Josef Rumler)
- 2001: El Mia Buduaro
- 2003: Rapide Pasis la Tempʼ
- 2007: Prefere Ne Tro Rigardi Retro